# Roland Twyrdy
Roland Twyrdy (* 21. August 1969 in Georgsmarienhütte; † 19. April 2024 in Gesmold) war ein deutscher Fußballspieler und -trainer.

## Werdegang
Der Mittelfeldspieler Roland Twyrdy begann seine Karriere bei den Sportfreunden Oesede in Georgsmarienhütte und wechselte im Jahre 1984 in die Jugendabteilung des VfL Osnabrück. Nachdem er dort zunächst in der Amateurmannschaft gespielt hatte, feierte er am 12. März 1988 sein Profidebüt beim Zweitligaspiel des VfL gegen die SG Union Solingen, welches die Osnabrücker mit 3:1 gewannen. Twyrdy wurde zunächst unregelmäßig eingesetzt und war dann in der Saison 1989/90 Stammspieler. Ein Jahr später verlor er diesen Status wieder und kehrte zu den Sportfreunden Oesede zurück. Er absolvierte 58 Zweitligaspiele und erzielte dabei drei Tore.
Im Sommer 1992 wechselte Twyrdy zu Preußen Münster, mit denen er ein Jahr später Meister der Oberliga Westfalen wurde und in der Aufstiegsrunde zur 2. Bundesliga an Rot-Weiss Essen scheiterte. 1994 wurde Twyrdy mit Münster deutscher Amateurmeister und kehrte nach der Sommerpause zum VfL Osnabrück zurück. Mit Osnabrück wurde er 1995 deutscher Amateurmeister, bevor er 1996 zum Regionalligisten LR Ahlen wechselte. Ein Jahr später wechselte Twyrdy zum BV Cloppenburg, mit dem er 1998 in die Regionalliga Nord aufstieg. 1999 folgte der Wechsel zum VfB Oldenburg, mit dem er als Tabellenletzter aus der Regionalliga abstieg.
Roland Twyrdy wurde daraufhin Spielertrainer beim SV Bad Rothenfelde und übernahm im Jahre 2006 die A-Jugend des VfL Osnabrück. Diese führte er zwei Jahre später zum Aufstieg in die A-Junioren-Bundesliga. Nach einem vierten Platz in der Saison 2012/13 stieg die Mannschaft ein Jahr später ab. Twyrdy übernahm daraufhin den Landesligisten SC Melle 03.
Am 19. April 2024 brach Roland Twyrdy vor Anpfiff des Spiels seines SC Melle bei Viktoria Gesmold zusammen und verstarb im Alter von 54 Jahren.